# 줄리엣 (음악 그룹)
줄리엣은 원 히트 원더 그룹이며 히트곡 '기다려 늑대'로 유명한 혼성 밴드이자 여성 듀엣.
데뷔곡 '기다려 늑대'는 깜찍한 가사의 펑키 장르곡으로, 1993년에 이미 배우로 데뷔했던 보컬 김주일의 미모도 주목을 받고 큰 인기를 끌면서 각종 지상파 음악방송 차트에서도 5~6위를 하는 등 히트했다. 10년 뒤 후배가수 민효린이 리메이크하기도 했었다. 그 뒤 '괴롭냐'로 잠시 활동하기도 했다. 하지만 이후 IMF가 터지면서 회사가 휘청거리기 시작했고, 줄리엣 역시 성공했음에도 어쩔 수 없이 강제로 공백을 가질 수 밖에 없었다. 같은 회사의 소호대 등도 후속 앨범을 포기하고 있던 상황.

## 이전 구성원
- 김주일
- 김남상
- 박현진
- 김민경 (1976년 5월 30일생)